# Веленци
Веленци е село в Северна България, област Габрово, община Трявна, някогашни тревненски колиби.

## География
Разположено е в Стара планина, в землището на село Бангейци.
Отстои по права линия на 3 км от Боженци и на 2,5 км западно от общинския център – възрожденския град Трявна.

## История
Край селото минава римски калдъръмен път в Тревненския проход от Верея (дн. Стара Загора) в провинция Тракия през дн. c. Боженци и Дискодуратера (дн. с. Гостилица, Дряновско) за провинция Мизия, свързвал Дунава с Константинопол и Бяло море.
През нощта на 25 срещу 26 юли 811 г. в Тревненския, Върбишкия и Ришкия проходи на Стара планина хан Крум нанася унищожителни удари, разгромили отстъпващите колони на византийския император Никифор Геник.
В околността по време на битката в Тревненския проход (1190) българите разгромяват войските на император Исаак II, който след въстанието начело с братята Петър и Асен (1185) опитва пак да покори България чрез мащабен поход, безславно завършил след неуспешна обсада на Търново. След победата цар Петър отстъпва управлението на държавата на брат си цар Асен. В чест на голямата българска победа е изградена най-старата църква „Св. Архангел Михаил“ в Трявна, която е опожарена от кърджалиите в 1798 г., възстановена в настоящия си силно променен вкопан вид, възобновена от тревненските балканджии през 1819 г.
Името си село Веленци добива според някои от подвизаващите се там български боляри и военни челници, а според други е от разговорливия, но господарски нрав да „вели“ и „повелява“ на фактическия му основател комитата уста Минчо Богданов Стари. Той е майстор-строител, издигнал възрожденския храм „Св. Троица“ в с. Чирпелии (дн. с. Труд, Пловдивско) през 1869 г., построил каменен мост с 2 арки (1872) при с. Кметовци на пътя към Боженци и Трявна и пр. Участник в революционните комитети, основани от Васил Левски в Новозагорско, подгонен от турците през 1873 г. той продава всички свои имоти там, закупува много ливади и гори и се преселва със семейството си в Балкана непосредствено над Трявна в тогавашните колиби Веленци на днешното място на селото. През освободителната Руско-турска война (1877-1878) Минчо Богданов Стари води разузнавателна и охранителна чета и превежда руски войски през Тревненския балкан към Шипка. На дарени от него земи са били изградени несъществуващите днес читалище с школо и църква на мястото на днешното селско гробище. Той слага началото на виден тревненски дюлгерски род, сред чиито преки потомци са видният строител Минчо Богданов (1896 – 1982), основоположникът на противопожарното инженерство в България доц. д-р инж. Пенчо Богданов (1931 – 2000) и др.
В родовата памет е запазена следната народна песен за поборника Минчо Богданов Стари и водената от него чета през Руско-турската война (1877 – 1878):
„Горо ле горо зелена, водо ли водо студена,
хайдуци ли поминаха или са тежки търговци?
Не са ми били хайдуци, нито са тежки търговци,
от Веленските колиби бай Минчо чета си води
горе на връх планината да си посрещне руснаци,
руснаци братя ристени, турци жагали да бият, черни манафи да колят,
да си отърват българи от мръсно робство душманско.
Дуфтили жагали да бягат, цигани, черни арапи, чак в Цариграда се спрели.
Минчо по тях ходеше, черни манафи гонеше, бели българки пазеше.
Руснаци братя ристени, Българско отървали от турско робство поганско.“

## Личности
- Минчо Богданов Стари – основател на селото, революционер, войвода на чета